# Mefediwka
Mefediwka (ukr. Мефедівка, poprzednia nazwa Mefodiwka, ukr. Мефодівка) – wieś na Ukrainie, w obwodzie sumskim, w rejonie szostkińskim. W 2001 liczyła 330 mieszkańców, spośród których 58 posługiwało się językiem ukraińskim, a 272 rosyjskim.